# 石蝉草
石蝉草（学名：Peperomia dindygulensis）为胡椒科草胡椒属下的一个种。

## 扩展阅读
- 維基物種上的相關：石蝉草